# Semenovite-(Ce)
La semenovite-(Ce) è un minerale.